# 乔治·基斯佳科夫斯基
乔治·博格丹諾維奇·基斯佳科夫斯基（1900年11月18日—1982年12月7日），乌克兰裔美國物理學家，哈佛大学的物理化学教授，曾参与过曼哈顿计划，並在国防部科研委员会中负责爆炸物的相关研究工作，后任艾森豪政府的美国总统科学顾问。